# Поляков, Олег Илиодорович
Оле́г Илиодо́рович Поляко́в (9 сентября 1945 — 6 октября 2014, Киев) — советский и украинский музыкальный педагог и теоретик (Киев).

## Биография
Сын кинорежиссёра. Окончил Киевскую консерваторию. Продолжая традиции российского музыкального теоретика К. А. Ольхова, в своём труде «Язык дирижирования» (1987) отстаивал необходимость формализации (на основе семиотики) символов, используемых в дирижировании. Полемизируя с ленинградским дирижёром и психологом Г. Л. Ержемским, полагавшим, что опыт дирижёра — индивидуален и не подлежит формальному описанию, утверждал, что «интуитивный опыт плох тем, что умирает вместе с его носителем». Предложил оригинальную систему символов дирижёрских движений.
В 1980-е гг. был одним из активных сторонников квалиметрии.
С конца 1980-х работал джазменом, продюсером музыкальных коллективов, конферансье, ведущим частного телеканала. Публиковал статьи в украинских иллюстрированных журналах.

## Сочинения
- Поляков О. И. Язык дирижирования. Киев, Музычна Украина, 1987.